# Bruebach
Bruebach (deutsch Brubach) ist eine französische Gemeinde mit 1050 Einwohnern (Stand 1. Januar 2022) im Département Haut-Rhin in der Region Grand Est (bis 2015 Elsass).

## Lage
Die Gemeinde im Sundgau liegt ungefähr drei Kilometer südlich von Mülhausen. Direkte Straßenverbindungen gibt es nach Brunstatt-Didenheim und Steinbrunn-le-Bas.

## Geschichte
Ersterwähnung 823 als Bruchbach. Im 9. Jahrhundert war die Abtei Masevaux in Bruebach begütert. Die Habsburger kamen als Schirmvögte des Klosters in den Besitz des Dorfes, das sie als Lehen an die Adelsfamilie von Gliers, dann an die Montjoie-Froberg und schließlich an die Montjoie-Hirsingen vergaben. Im Westfälischen Frieden 1648 ging Bruebach mit dem ganzen elsässischen Besitz der Habsburger an die französische Krone. 1445 wurde der Ort von den Baslern niedergebrannt. Im Dreißigjährigen Krieg fanden die Einwohner 1634 Zuflucht in Mülhausen.
Von 1871 bis zum Ende des Ersten Weltkrieges gehörte Brubach als Teil des Reichslandes Elsaß-Lothringen zum Deutschen Reich und war dem Kreis Mülhausen im Bezirk Oberelsaß zugeordnet.

### Bevölkerungsentwicklung
| Einwohner                                                      | 351 | 435 | 494 | 687 | 901 | 953 | 1024 | 1057 |
| Quelle: Bruebach auf der Website des Insee, für 2006: insee.fr |     |     |     |     |     |     |      |      |

## Wappen
Wappenbeschreibung: In Gold eine liegende schwarze Fensterraute.

## Bauwerke

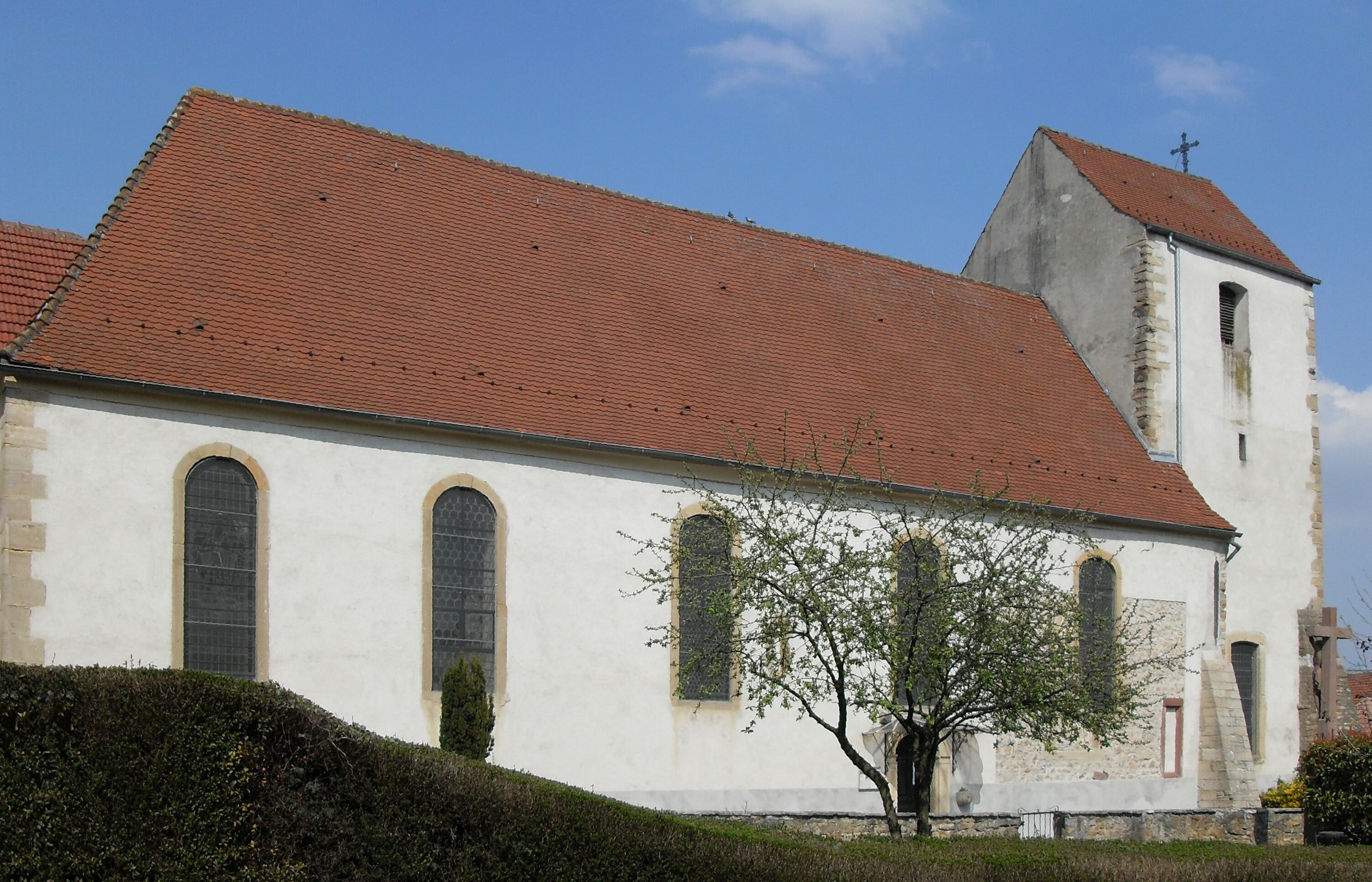
Kirche St. Jakob der Ältere

St. Jakobus-Kirche mit mittelalterlichem Chorturm, untere Geschosse noch romanisch. Die Glocke von 1418 gehört zu den ältesten im Sundgau. Auf dem linken Seitenaltar ein Gemälde von Carola Sorg.
Steinerne Häuser aus der Zeit um 1600: Haus Nr. 8 an der Rue de Landser (1574/1620) mit noch spätgotischen mehrteiligen Fenstern. Ein weiteres steinernes Haus aus jener Zeit an der Rue Principale Nr. 37, auch hier die spätgotisch gekehlten Pfosten und Gewände der zum Teil mehrteiligen Fenster.
Rathaus: Schlichter Barockbau mit Segmentbogenfenstern, gequaderten Ecklisenen und Halbwalmdächern über den Giebeln.

## Persönlichkeiten
Hubert Jules César Zuber, 1847 in Bruebach geboren, gestorben 1886 in Tonkin (Indochina/Vietnam) war ein hochrangiger französischer Militärarzt und als Epidemiologe Professor am Militärhospital Val de Grace in Paris.